# Александр I (форт)
Форт «Алекса́ндр I» («Чумный») — одно из долговременных оборонительных сооружений, входивших в систему обороны Кронштадта. Расположен на небольшом искусственном островке к югу от острова Котлин. С 1899 по 1917 год использовался как лаборатория по исследованию чумы. На июль 2007 года находился в федеральной собственности.

## История строительства
С момента основания Санкт-Петербурга в 1703 году водные пути в Финском заливе имели стратегическое значение для России. Пётр I приступил к строительству фортов в Финском заливе и первого военного объекта на острове Котлин — форта Кроншлот в 1704 году. На протяжении следующих двух веков было продолжено укрепление этой местности.
Луи Бартелеми Карбонье (он же Лев Львович Карбонье) в 1820-х годах разработал проект двух морских фортов для укрепления обороны южного фарватера. По форме форты должны были представлять собой верхнюю часть лежащего горизонтально тора, благодаря чему в любой точке крепостная стена имела бы поверхность двоякой кривизны, что должно было вести к рикошету круглых ядер. В стенах, выходивших на внутреннюю сторону форта, предполагалось устроить бойницы для борьбы с возможным проникновением десанта противника. В цокольной части стены предполагалось устроить помещения для размещения пусковых установок ракет. Однако этот оригинальный проект не был осуществлён, хотя стены у самого среза воды у реализованного сооружения получили вогнутую форму, что в значительной степени предохранило их от прибойной волны. В дальнейшем все вновь сооружаемые форты проектировались с учётом размещения ракетных установок.
После смерти Карбонье, в 1836 году, специальный комитет во главе с инженер-генерал-лейтенантом Корпуса путей сообщения Жан-Антуан-Морисом Дестремом пересмотрел план для новой крепости. Строительство началось в 1838 году после утверждения нового проекта императором Николаем I под руководством инженер-полковника Михаила Фон дер Вейде. Под основание всего форта, чтобы укрепить землю, было забито 5335 12-метровых свай, пространство между которыми заполнили бетоном на основе гидравлической извести. По бетону начали кладку гранитных блоков. Летом 1842 года началась кладка стен из специально отобранного кирпича. Затем форт по всему периметру был одет гранитом. Торжественная передача форта от строительного департамента состоялась 27 июля 1845 года, форт был назван в честь брата Николая I — императора Александра I.

## Планировка
Это был типичный казематированный морской форт того времени. На него похож известный форт Байяр у Западного побережья Франции, строительство которого завершилось позже «Александра I».
Форт представлял собой овальное здание 90 на 60 метров, с тремя этажами и двором в центре. Со стороны Кронштадта строители возвели пристань и служебное здание для служб и личного состава. Как все оборонительные сооружения того времени, форт «Александр I» был живописно декорирован: во внутреннем дворе размещалась полубашня с винтовыми чугунными лестницами, ворота украшенные львиными головами, якорями и флагами. Здесь же находились помещения для ядрокалильных печей. Общая площадь составляет более 5000 квадратных метров. Места в крепости было достаточно, чтобы держать гарнизон до 1000 человек. Форт был вооружён 103 орудиями, в число которых входили и новейшие трёхпудовые бомбические пушки, бывшие в то время самыми мощными крепостными орудиями.

## Военное использование
Целью создания форта являлся контроль над Южным фарватером системой перекрестного огня совместно с фортами «Пётр I», «Рисбанк» («Павел I») и «Кроншлот». Форт никогда не участвовал в боевых действиях, тем не менее, он сыграл определённую роль в Крымской войне, когда он защищал военно-морскую базу в Кронштадте от попыток Королевского военно-морского и французского флотов продвинуться к столице России. В 1854 году, во время неудачной попытки захватить крепость Кронштадт, несколько британских пароходов были повреждены в результате подводного взрыва российских морских мин, разработанных Якоби.
Форт «Александр I» трижды пребывал в полной боевой готовности: летом 1855 года, когда англо-французский флот пытался провести рейды тральщиков с использованием малых пароходов; в 1863 году, когда была вероятность конфронтации с Британской империей; во время русско-турецкой войны 1877—1878 гг..
В 1896 году исключен из состава оборонительных сооружений.

## Чумная лаборатория
Директор Института экспериментальной медицины (ИИЭМ), профессор судебной медицины Сергей Михайлович Лукьянов  в 1899 году открыл первую в России противочумную лабораторию в бывшем форте «Император Александр I» Кронштадтской крепости.
Уединённый форт оказался наиболее подходящим местом для размещения Особой лаборатории (станции) по производству вакцины и иммунной сыворотки с использованием лошадей в качестве рабочего материала. Форт был реконструирован в 1897—1899 годах в основном за счёт средств принца Александра Петровича Ольденбургского. Форт оборудовали паровым отоплением конюшен, лифтом для подъёма животных и печью для их кремации. 27 июля 1899 года состоялось торжественное освящение станции. После этого в форте поселилось несколько врачей. Для связи с внешним миром учёным форта был выделен маленький пароход под названием «Микроб».
С началом Первой мировой войны научные исследования в «Особой лаборатории…» почти прекратились, а большинство учёных было призвано в армию. Февральская революция 1917 года привела к отставке А. П. Ольденбургского с поста попечителя ИИЭМ (9 марта). В конце 1917 г. культуры возбудителей чумы и холеры были вывезены в Саратов, где осенью 1918 г. был создан первый в стране противочумный институт «Микроб».

## Текущий статус
С 1923 года укрепление снова перешло в руки военных, которые создали там склад минно-трального оборудования. К 1983 году крепость была заброшена. Примерно тогда же во время съёмок фильма «Порох» в результате нужного по сюжету пожара форт выгорел.
В 1990-е годы власти Кронштадта неоднократно сдавали его территорию под рейв-дискотеки.
В 2004—2005 годах на территории форта проводились съёмки телевизионных сериалов «Фаворский» и «Морские дьяволы».
В 2007 году строительство Комплекса защитных сооружений Санкт-Петербурга от наводнений затронуло форт при углублении дна судоходного Морского канала. После анализа ситуации границы строительства были отодвинуты на 300 метров. Несмотря на это КГИОП заявил, что после расширения фарватера в районе форта усилится волновая нагрузка. Кроме волн, приливов и отливов будет ещё и нагрузка от движения судов.
Был разработан проект строительства в форте развлекательного комплекса с театральной сценой, музеем, кафе, баром, рестораном, торговой зоной. Стоимость реконструкции форта оценивалась примерно в 43 млн долларов.
С 2011 по 2019 годы были доступны лодочные экскурсии в крепость.
27 августа 2019 года форт посетил французский артист Андре Буше, бессменно исполняющий с 1990 года роль проводника Паспарту в телеигре «Форт Боярд».
В 2020 году был разработан проект реставрации форта с обустройством в нём гостиницы и музея истории микробиологии, а форт был закрыт для посещения. 
В 2021 году проведены противоаварийные мероприятия, завершены проектно-изыскательские работы и разработана проектно-сметная документация, получено положительное заключение государственной экспертизы. С 2022 года проводятся реставрационные и строительно-монтажные работы с привлечением Министерства обороны, в рамках проекта «Остров фортов». Основные реставрационные мероприятия планируется завершить к концу 2024 года.
6 июня 2024 года телеканал СТС и городской культурный кластер Кронштадта «Остров фортов» заключили соглашение о сотрудничестве. Подписание документа состоялось в рамках XXVII Петербургского международного экономического форума. Соглашение предусматривает реализацию масштабных спортивно-развлекательных телевизионных проектов на территории форта Александр Первый, входящего в состав кластера, совместную организацию культурных и других общественных мероприятий на территории форта, а также открытие сооружения для широкой публики с целью повышения туристической привлекательности кластера. Ожидается, что первые результаты сотрудничества СТС и «Острова фортов» будут показаны в эфире телеканала в 2025 году.
К 2026 году форт будет музеефицирован. Впервые в истории оборонительное сооружение централизованно подключают к городским инженерным сетям, что откроет возможность его круглогодичного использования. В форте откроется Музей истории борьбы с инфекционными заболеваниями, ресторан, гостиничные номера, а также пространства делового и культурно-рекреационного назначения.